# Вавилонската кула
„Вавилонската кула“ или „Великата вавилонска кула“ (на немски: Großer Turmbau zu Babel) е картина на Питер Брьогел Стария от 1563 г., изложена в Музея на историята на изкуството във Виена.
Темата на сюжета на картината е описана в „Битие“ – първата книга на Моисей, т.нар. Вавилонска кула. Това е живописна творба с маслени бои върху дърво с размери 114 х 155 cm. Съществува втора версия от 1563 г., т.нар. „Малка вавилонска кула“, изложена в музея в Бойманс – Ван Бьонинген в Ротердам.